# Stabilimento Meccanico Carlo Mantovani
Stabilimento Meccanico Carlo Mantovani war ein italienischer Hersteller von Motorrädern und Automobilen.

## Unternehmensgeschichte
Carlo Mantovani, der zuvor Technischer Direktor bei Bender e Martiny war, übernahm 1903 das Unternehmen, gab ihm den neuen Namen und begann in Mailand mit der Produktion von Motorrädern. 1906 folgte der Automobilbau. Der Markenname lautete Invicta. 1906 endete die Produktion.

## Fahrzeuge

### Motorräder
Die Motorräder entstanden zwischen 1903 und 1906. Die verwendeten Motoren waren teilweise wassergekühlt.

### Automobile
Das Unternehmen bot die Modelle 6/8 HP mit Zweizylindermotor und 10/12 HP mit Vierzylindermotor an. Beides waren Kleinwagen. Die Fahrzeuge verfügten über ein Dreiganggetriebe und Kettenantrieb.